# 扎古比察

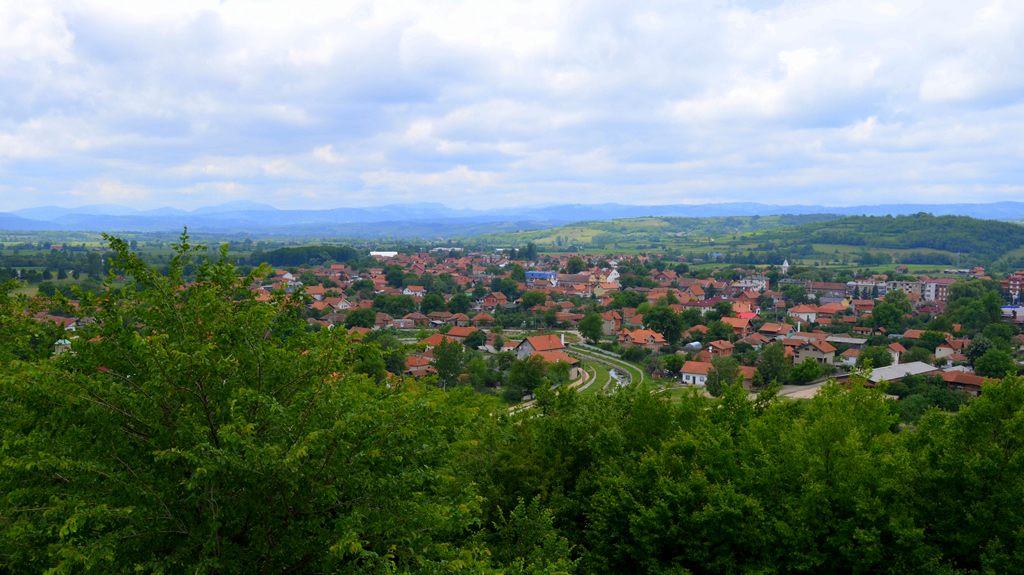

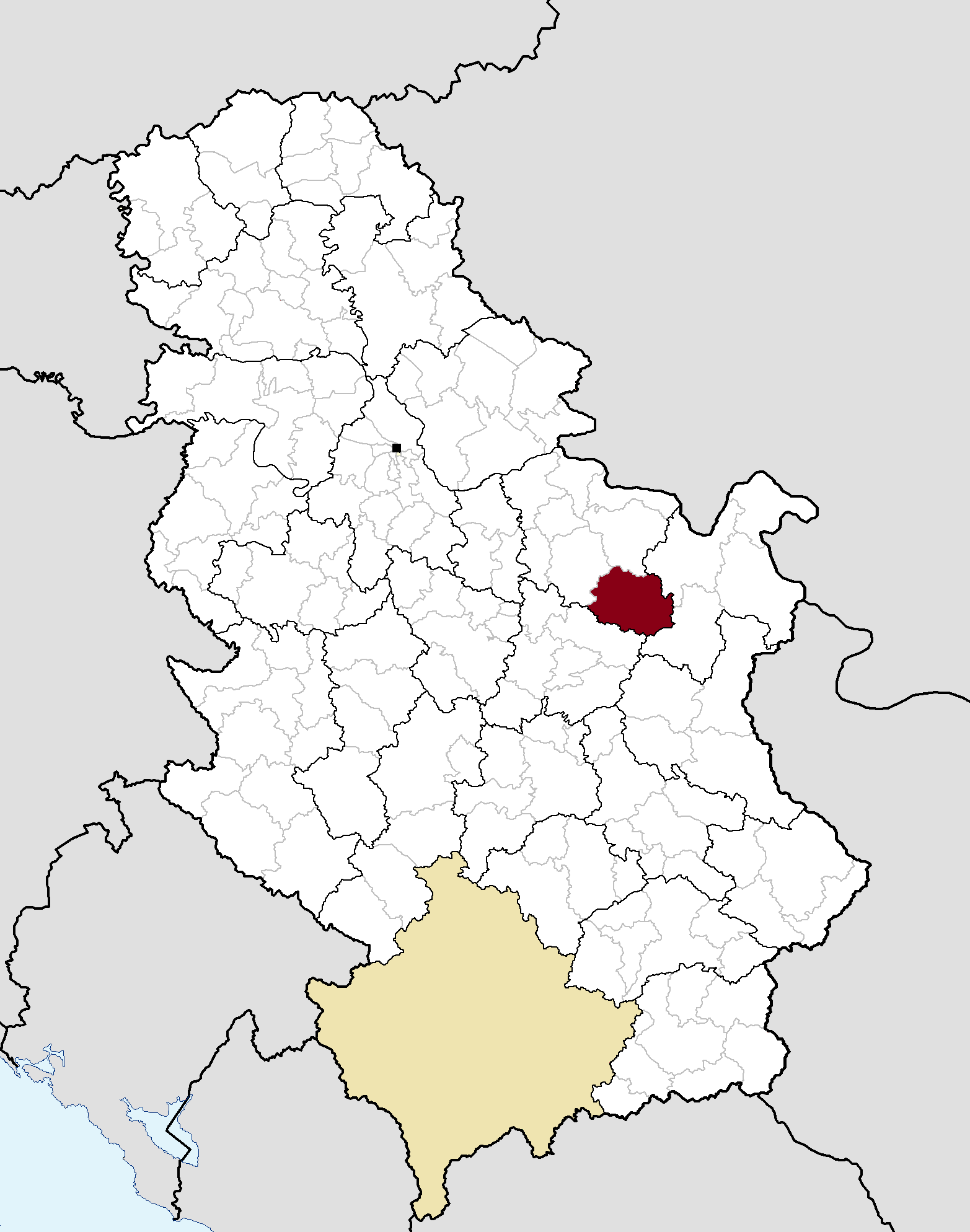

44°12′N 21°48′E / 44.200°N 21.800°E
扎古比察，是塞爾維亞的城鎮，位於該國東北部，由布蘭尼切夫州負責管轄，面積760平方公里，海拔高度314米，2011年人口12,737，人口密度每平方公里17人。